# −1 (число)
Ми́нус едини́ца, ми́нус оди́н, −1 — целое число, большее, чем −2, и меньшее, чем 0. Наибольшее отрицательное целое число. Её свойства похожи на плюс единицу, но немного отличаются.
По определению, −1 — это число, при прибавлении к которому единицы (нейтрального элемента относительно операции умножения) получается ноль (нейтральный элемент относительно операции сложения).

## Математика
Минус единица имеет ряд свойств, похожих на свойства числа 1.
- Умножение на минус единицу сохраняет модуль множителя, но с переменой знака:

{\displaystyle (-1)\cdot x=-x}.
- По определению, {\displaystyle x^{-1}\equiv 1/x}, то есть возведение числа в степень −1 даёт обратную величину этого числа. Это определение принципиально, ибо оно сохраняет равенство {\displaystyle x^{a}\cdot x^{b}=x^{a+b}} в случае, когда {\displaystyle a} или {\displaystyle b} отрицательны. По отношению к функциям запись f −1(x) означает обратную функцию к функции f(x). Например, sin−1(x) — обозначение функции арксинус, обратной к функции синуса sin (x).

- Минус единица в чётной степени равна единице, а в нечётной самой себе. Частные случаи: {\displaystyle (-1)^{-1}=-1}, {\displaystyle (-1)^{0}=1}, {\displaystyle (-1)^{2}=1}.
- Произвольный квадратный корень из −1 является не вещественным, а комплексным числом и называется мнимой единицей {\displaystyle i}[2]. Соответственно, минус единица равна квадрату мнимой единицы.
- Из тождества Эйлера следует, что:

{\displaystyle e^{i\pi }=-1}
- Число −1 фигурирует в теореме Менелая как произведение отношений направленных отрезков.

## Информатика
Число −1 фигурирует в разработке программного обеспечения в качестве начального значения для целых чисел в некоторых языках; оно также используется для отображения переменной, не содержащей никакой полезной информации (англ. Sentinel value).

### Симметричная троичная система счисления
В симметричной троичной системе счисления наряду с цифрами 0 и 1 существует цифра 1 (минус единица). Использование цифры 1 вместо 2 позволяет представить некоторые операции в виде, более понятном человеку. Такая система была использована в советской ЭВМ Сетунь.